# Heidi Marie Vestrheim
Heidi Marie Vestrheim (* 11. April 1977 in Øystese) ist eine norwegische Singer-Songwriterin, Produzentin und Labelbetreiberin. Ihr Folk-orientierter Stil wird mit dem von Laura Veirs, Mary Gauthier oder auch Alison Krauss verglichen, die sie alle zu ihren Vorbildern zählt.
Vestrheim begann mit 17 Jahren Lieder zu schreiben. Im Jahr 2000 veröffentlichte sie ihr erstes Album mit der Electronic-Funk-Band Atakama, die sich nach zwei Jahren auflöste. Vestrheim gründete ihr eigenes Label BlueBox Records, auf dem 2003 ihre EP Pigs und 2004 ihr Album Sign and Fiction erschienen. Seither arbeitet sie als Vollzeitmusikerin und Labelbetreiberin. 2006 brachte sie ihr zweites Album Beautiful Horses heraus, 2012 dann I Want to Go.
Neben Tourneen in Norwegen hatte sie Auftritte in Deutschland und China sowie in größeren Städten wie London und Reykjavík. In Deutschland war sie unter anderem Gast bei Inas Nacht (2013).

## Diskografie
- 2003: Rings (Single)
- 2003: Pigs (EP)
- 2004: Sign and Fiction (Album)
- 2006: Beautiful Houses (Album)
- 2012: I Want to Go (Album)
- 2014: Signs and Fiction (Album)
- 2016: Black Forest (Album)